# 対馬市立乙宮小学校
対馬市立乙宮小学校（つしましりつ おとみやしょうがっこう, Tsushima City Otomiya Elementary School）は、長崎県対馬市豊玉町
曽（そ）にあった公立小学校。
2023年（令和5年）3月末をもって閉校し、対馬市立豊玉小学校に統合された。

## 概要
歴史
1874年（明治7年）に文部省によって正式に設置認可された「第五大学区第四中学区（大船渡学区）曽村小学校」を前身とする。2009年（平成21年）に創立135周年を迎えた。2023年（令和5年）3月末に閉校し、149年の歴史に幕を下ろした。

校章
中央に校名の「乙宮」の文字（縦書き）を置く。
校歌
作詞は梅野初平、作曲は長嶋曙光による。歌詞は2番まであり、両番とも校名の「乙宮校」で終わる。
校区
住所表記で対馬市豊玉町の後に「千尋藻（ちろも）、曽（そ）、位之端（いのはし）」が続く地区。
中学校区は対馬市立豊玉中学校。

## 沿革
- 1874年（明治7年）6月1日 - 曽村に「第五大学区第四中学区（大船越学区）曽村小学校」の設置が文部省によって正式に認可。
- 1875年（明治8年） - 旧寺院・修林寺を教場にして開校。
- 1883年（明治16年）- 「仁位学区公立中等仁位小学校下等曽分校」に改称。
- 1886年（明治19年）7月 - 小学校令により、中等科・初等科を廃止の上、簡易科を設置し、「仁位学区簡易曽小学校」に改称。瀬田に新校舎が完成。
- 1891年（明治24年）
  - 2月11日（現・建国記念の日） - 教育勅語謄本を下賜。
  - 9月1日 - 尋常科（修業年限4ヶ年）を設置の上、「仁位学区尋常曽小学校」に改称。
- 1893年（明治26年）
  - 4月 - 「曽尋常小学校」に改称（「尋常」の位置が変更される）。
  - 12月8日 - 天皇・昭憲皇太后御真影を下賜。
- 1908年（明治41年）
  - 4月 - 義務教育期間が尋常科4年から尋常科6年まで延長。これに伴い、尋常科5年を設置。下県郡仁位村が発足し、その所管となる。
  - 10月30日 - 戊申詔書を拝戴。
  - 12月19日 - 校舎が全焼。
- 1909年（明治42年）
  - 4月 - 尋常科6年を設置。
  - 11月19日 - 梅野周太郎の寄贈により、曽1番地（現在地）に新校舎が完成。校名を「乙宮尋常小学校」に改める。また以後この日を開校記念日とする。
- 1913年（大正2年）11月30日 - 乙宮農業補習学校を併置。
- 1915年（大正4年）10月31日 - 天皇・皇后御真影を下賜。
- 1917年（大正6年）5月18日 - 高等科を併置し、「乙宮尋常高等小学校」に改称。
- 1919年（大正8年）9月12日 - 校舎を増築。
- 1922年（大正11年）6月25日 - 運動場整備のために埋立工事が完了。
- 1925年（大正14年）- 位の端地区の児童が移管される。
- 1928年（昭和3年）10月22日 - 天皇・皇后御真影を下賜。
- 1932年（昭和7年）4月9日 - 運動場を拡張。
- 1933年（昭和8年）7月20日 - 家事室を設置。
- 1936年（昭和11年）
  - 4月29日 - 後援会が発足。
  - 10月25日 - 新校舎が完成。
- 1937年（昭和12年）2月9日 - 奉安殿が完成。
- 1939年（昭和14年）6月1日 - 青年学校令により、併置の乙宮農業補習学校が乙宮青年学校に改称。
- 1941年（昭和16年）
  - 4月1日 - 国民学校令により、「仁位村立乙宮国民学校」に改称。尋常科を初等科に改称（初等科6年・高等科2年）。
  - 5月14日 - 青少年団を結成。
- 1944年（昭和19年）5月10日 - 御真影奉還壕地が完成。
- 1946年（昭和21年）1月4日 - 奉安殿を撤去。
- 1947年（昭和22年）4月1日 - 学制改革（六・三制の実施）。
  - 旧・乙宮国民学校の初等科が改組され、「仁位村立乙宮小学校」となる。
  - 旧・乙宮国民学校の高等科および旧・乙宮青年学校が改組され、仁位村立乙宮中学校となり小学校に併設。当分の間小学校と青年学校の校舎を利用。
- 1948年（昭和23年）7月24日 - 後援会が解散し、PTAが発足。
- 1950年（昭和25年）11月4日 - 中学校新校舎が完成。
- 1955年（昭和30年）
  - 3月20日 - 仁位村と奴加岳[6]村の合併により豊玉村が発足。これに伴い、「豊玉村立乙宮小学校・中学校」に改称。
  - 10月21日 - 運動場を拡張。
- 1956年（昭和31年）11月5日 - 校章を制定。
- 1957年（昭和32年）
  - 6月28日 - JRCが発足。
  - 7月 - 岩盤除去・乙宮神祠移転の上、新校舎建設に着工。
- 1958年（昭和33年）4月 - 新校舎が完成。
- 1959年（昭和34年）4月10日 - へき地集会所（講堂）が完成。
- 1961年（昭和36年）3月25日 - 学校林を設定。
- 1962年（昭和37年）2月14日 - 中学校校舎を増築。
- 1963年（昭和38年）6月19日 - 中学校校舎に調理室が完成。
- 1964年（昭和39年）5月20日 - 中学校校舎に特別教室が完成。
- 1975年（昭和50年）4月1日 - 豊玉村の町制施行により、「豊玉町立乙宮小学校・中学校」となる。
- 1976年（昭和51年）4月1日 - 豊玉町立乙宮中学校が廃止[7]され、併設を解消し単独校となる。
- 2004年（平成16年）3月1日 - 対馬市の発足に伴い、「対馬市立乙宮小学校」（現校名）となる。
- 2023年（令和5年）
  - 3月5日 - 閉校記念式典を挙行[2]。
  - 3月31日 - 対馬市立豊玉小学校への統合により、閉校[2]。

## アクセス
最寄りのバス停
- 対馬交通　仁位・小鹿線 「曽」バス停

最寄りの道路
- 長崎県道39号上対馬豊玉線

## 周辺
- 曽郵便局
- 対馬市立乙宮へき地保育所
- 曽ノ浦港
- 曽川
- 六御前神社の大銀杏（長崎県文化財）[8]
- 千尋藻（ちろも）の漣痕（長崎県文化財）[9]